# Lista comunelor din Regiunea Capitalei Bruxelles

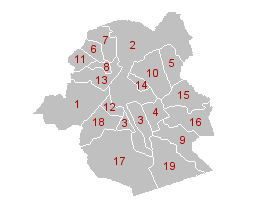
Harta comunelor din Regiunea Capitala-Bruxelles : Între paranteze este denumirea în olandeză
1 : Anderlecht
2 : Bruxelles(Brussel)
3 : Ixelles(Elsene)
4 : Etterbeek
5 : Evere
6 : Ganshoren
7 : Jette
8 : Koekelberg
9 : Auderghem
10 : Schaerbeek
11 : Berchem-Sainte-Agathe(Sint-Agatha-Berchem)
12 : Saint-Gilles(Sint-Gillis)
13 : Molenbeek-Saint-Jean(Sint-Jans-Molenbeek)
14 : Saint-Josse-ten-Noode(Sint-Joost-ten-Node)
15 : Woluwe-Saint-Lambert(Sint-Lambrechts-Woluwe)
16 : Woluwe-Saint-Pierre (Sint-Pieters-Woluwe)
17 : Uccle(Ukkel)
18 : Forest(Vorst)
19 : Watermael-Boitsfort(Watermaal-Bosvoorde

Aceasta este lista comunelor din  Regiunea Capitalei Bruxelles, din Belgia.
Regiunea Capitalei Bruxelles cuprinde 19 comune.

## Lista
| Nume (română/franceză)             | Nume olandez           | Tip    | Superfață (km²) | Populație (2012) | Densitate (hab./km²) | Secții                                        | Hartă |
| ---------------------------------- | ---------------------- | ------ | --------------- | ---------------- | -------------------- | --------------------------------------------- | ----- |
| Anderlecht                         | Anderlecht             | Comună | 17,74           | 111.279          | 6.271                |                                               |       |
| Auderghem                          | Oudergem               | Comună | 9,03            | 31.963           | 3.538                |                                               |       |
| Berchem-Sainte-Agathe              | Sint-Agatha-Berchem    | Comună | 2,95            | 22.931           | 7.774                |                                               |       |
| Orașul Bruxelles (Bruxelles-ville) | Brussel (stad)         | Oraș   | 32,61           | 166.497          | 5.106                | Bruxelles, Laeken, Neder-Over-Heembeek, Haren |       |
| Etterbeek                          | Etterbeek              | Comună | 3,15            | 45.502           | 14.448               |                                               |       |
| Evere                              | Evere                  | Comună | 5,02            | 37.009           | 7.375                |                                               |       |
| Forest                             | Vorst                  | Comună | 6,25            | 53.312           | 8.532                |                                               |       |
| Ganshoren                          | Ganshoren              | Comună | 2,64            | 23.383           | 9.524                |                                               |       |
| Ixelles                            | Elsene                 | Comună | 6,34            | 83.425           | 13.149               |                                               |       |
| Jette                              | Jette                  | Comună | 5,04            | 48.805           | 9.677                |                                               |       |
| Koekelberg                         | Koekelberg             | Comună | 1,17            | 20.661           | 17.622               |                                               |       |
| Molenbeek-Saint-Jean               | Sint-Jans-Molenbeek    | Comună | 5,89            | 93.893           | 15.936               |                                               |       |
| Saint-Gilles                       | Sint-Gillis            | Comună | 2,52            | 49.492           | 19.603               |                                               |       |
| Saint-Josse-ten-Noode              | Sint-Joost-ten-Node    | Comună | 1,14            | 27.134           | 23.754               |                                               |       |
| Schaerbeek                         | Schaarbeek             | Comună | 8,14            | 127.747          | 15.694               |                                               |       |
| Uccle                              | Ukkel                  | Comună | 22,91           | 79.610           | 3.475                |                                               |       |
| Watermael-Boitsfort                | Watermaal-Bosvoorde    | Comună | 12,93           | 24.303           | 1.879                |                                               |       |
| Woluwe-Saint-Lambert               | Sint-Lambrechts-Woluwe | Comună | 7,22            | 51.871           | 7.180                |                                               |       |
| Woluwe-Saint-Pierre                | Sint-Pieters-Woluwe    | Comună | 8,85            | 40.037           | 4.523                |                                               |       |